# Raupenfänger
Die Raupenfänger oder Stachelbürzler (Campephagidae) sind eine artenreiche Familie in der Ordnung der Sperlingsvögel (Passeriformes). In dieser Familie gibt es zwei Unterfamilien, zehn Gattungen und über 80 Arten.

## Merkmale
Der frühere Name Stachelbürzler leitet sich von der eigenartigen Bildung des Gefieders am Hinterrücken und am Bürzel ab. Bei der Gattung Mennigvögel fehlt diese Bildung. Die Schäfte der aufrichtbaren Federn sind zur Spitze hin stark zugespitzt und wirken dadurch wie ein Stachel. Da sich die Federn leicht aus der Haut lösen lassen, wird vermutet, dass diese zur Verteidigung gegen Raubtiere dienen.
Raupenfänger sind meist auf der Oberseite unscheinbar grau über hellbraun bis schwarz gefärbt. Sie ähneln in ihrer Gefiederfarbe und in ihrem Körperbau den Würgern und den Kuckucken, sind jedoch nicht mit ihnen verwandt. Die Mennigvögel haben ein bunteres Federkleid. Bei den Männchen überwiegt Schwarz, Rot, Orange und Gelb, die Weibchen sind matter gefärbt.

## Lebensraum und Lebensweise
Das Verbreitungsgebiet befindet sich in den subtropischen und tropischen Wäldern in Afrika, Asien und Australasien. Die mittelgroßen, geselligen Stachelbürzler sind standorttreue Vögel, die nur in einem begrenzten Gebiet umherstreifen. Eine Ausnahme ist der Graumennigvogel, der als Zugvogel bis in Gebiete in Japan und Sibirien vordringt. Die napfförmigen Nester werden in Astgabeln auf den Bäumen angelegt. Die Gelege umfassen zwei bis fünf gefleckte Eier, die je nach Art unterschiedlich gefärbt sind, weiß über bläulich bis grünlich.
Als Nahrung werden bevorzugt Raupen vertilgt, die von den Blättern gepickt werden. Einige Arten fangen im Flug Insekten.

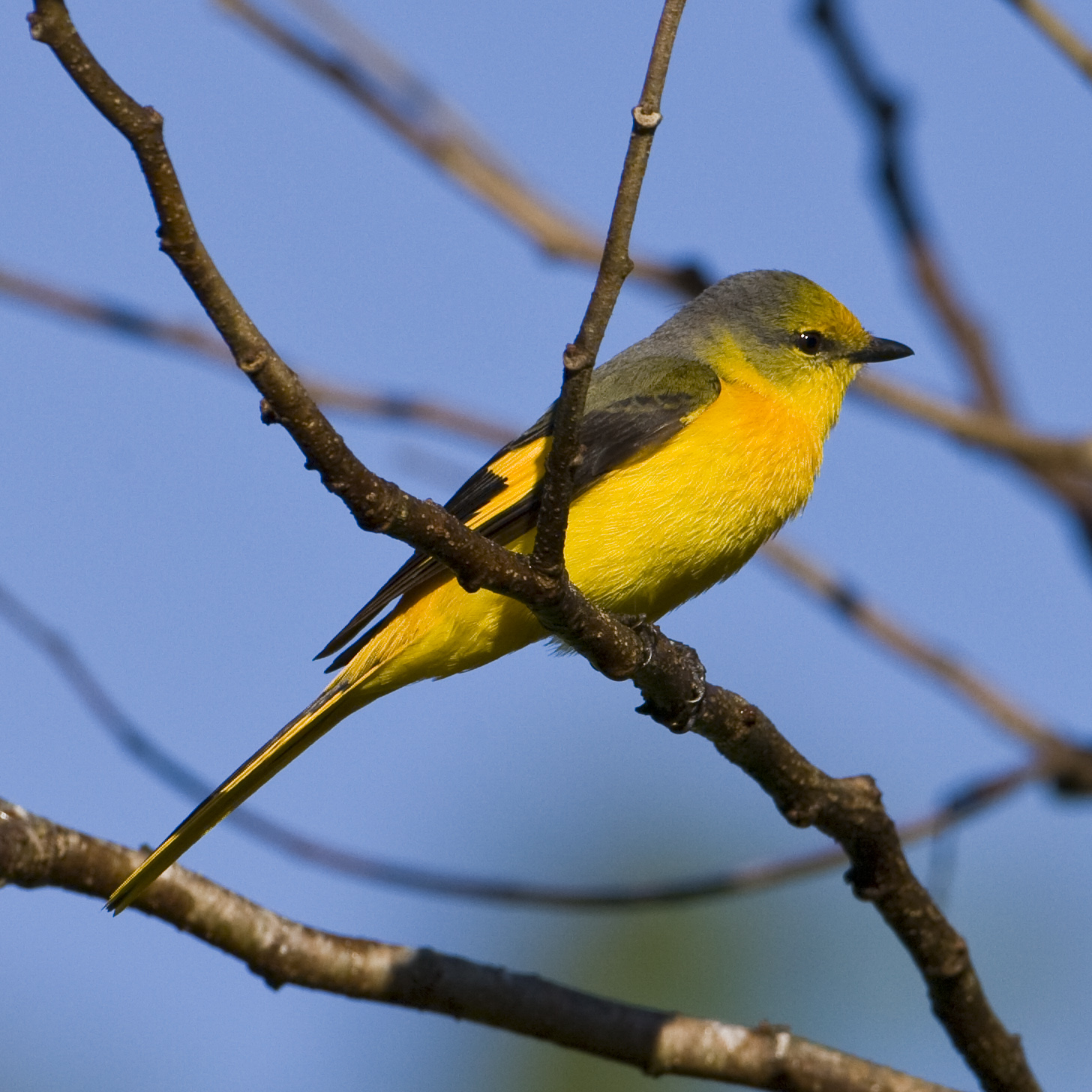
Kurzschnabel-Mennigvogel (Pericrocotus brevirostris), ♀

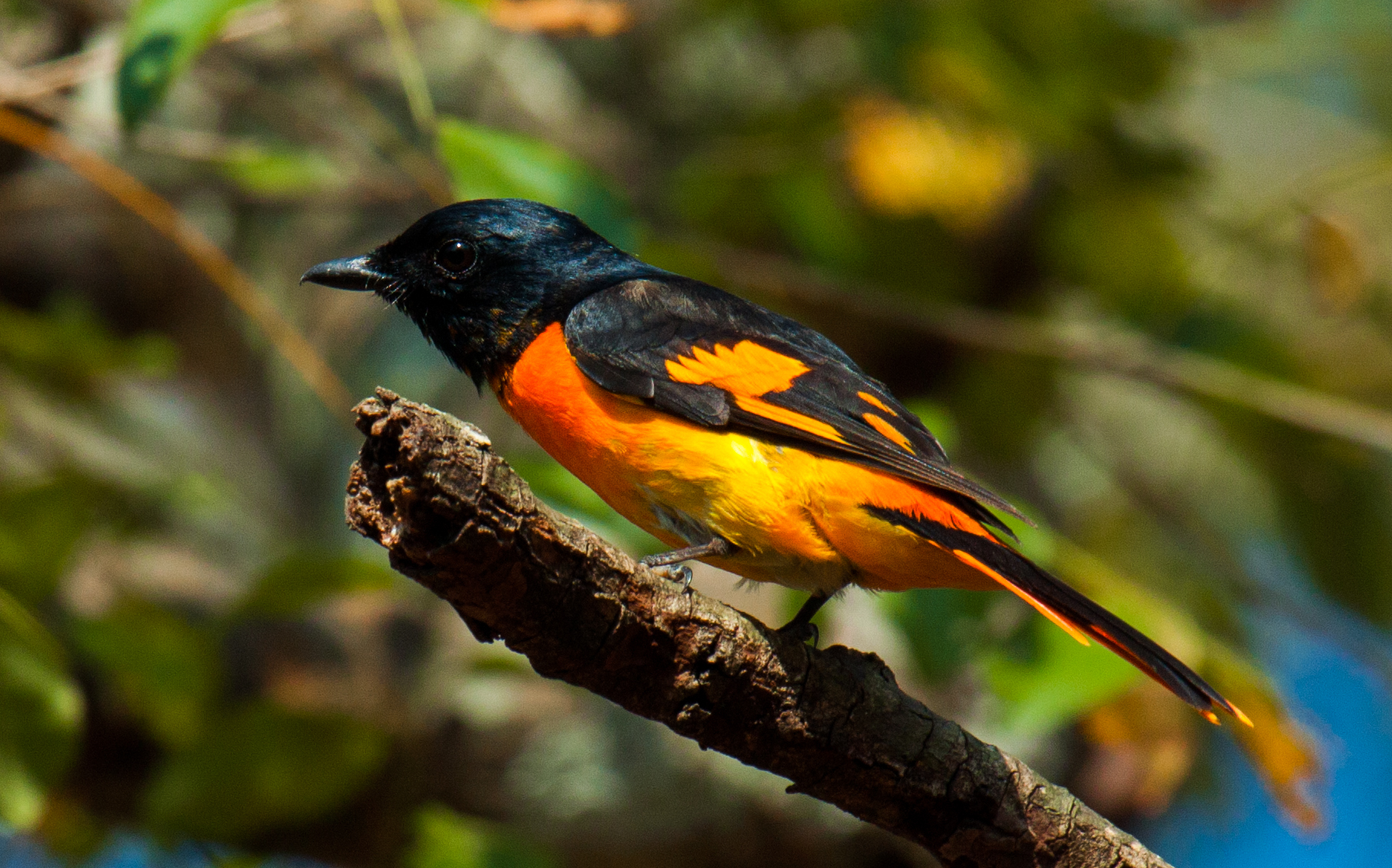
Orangemennigvogel (Pericrocotus flammeus)

## Gattungen und Arten (Auswahl)
- Unterfamilie Pericrocotinae
  - Mennigvögel (Pericrocotus)
    - Kurzschnabel-Mennigvogel (Pericrocotus brevirostris)
    - Fahlbürzelmennigvogel (Pericrocotus cantonensis)
    - Zwergmennigvogel (Pericrocotus cinnamomeus)
    - Graumennigvogel (Pericrocotus divaricatus)
    - Weißbauch-Mennigvogel (Pericrocotus erythropygius)
    - Langschwanz-Mennigvogel (Pericrocotus ethologus)
    - Orangemennigvogel (Pericrocotus flammeus)
    - Feuermennigvogel (Pericrocotus igneus)
    - Sumbawamennigvogel (Pericrocotus lansbergei)
    - Sundamennigvogel (Pericrocotus miniatus)
    - Rosenmennigvogel (Pericrocotus roseus)
    - Graukinn-Mennigvogel (Pericrocotus solaris)
    - Grau-Mennigvogel (Pericrocotus tegimae)
- Unterfamilie Campephaginae
  - Kuckuckswürger (Campephaga)
    - Kuckuckswürger (Campephaga flava)
    - Lappenkuckuckswürger (Campephaga lobata)
    - Purpurkuckuckswürger (Campephaga quiscalina)

  - LalageSüdsee-Raupenfänger (Lalage maculosa)

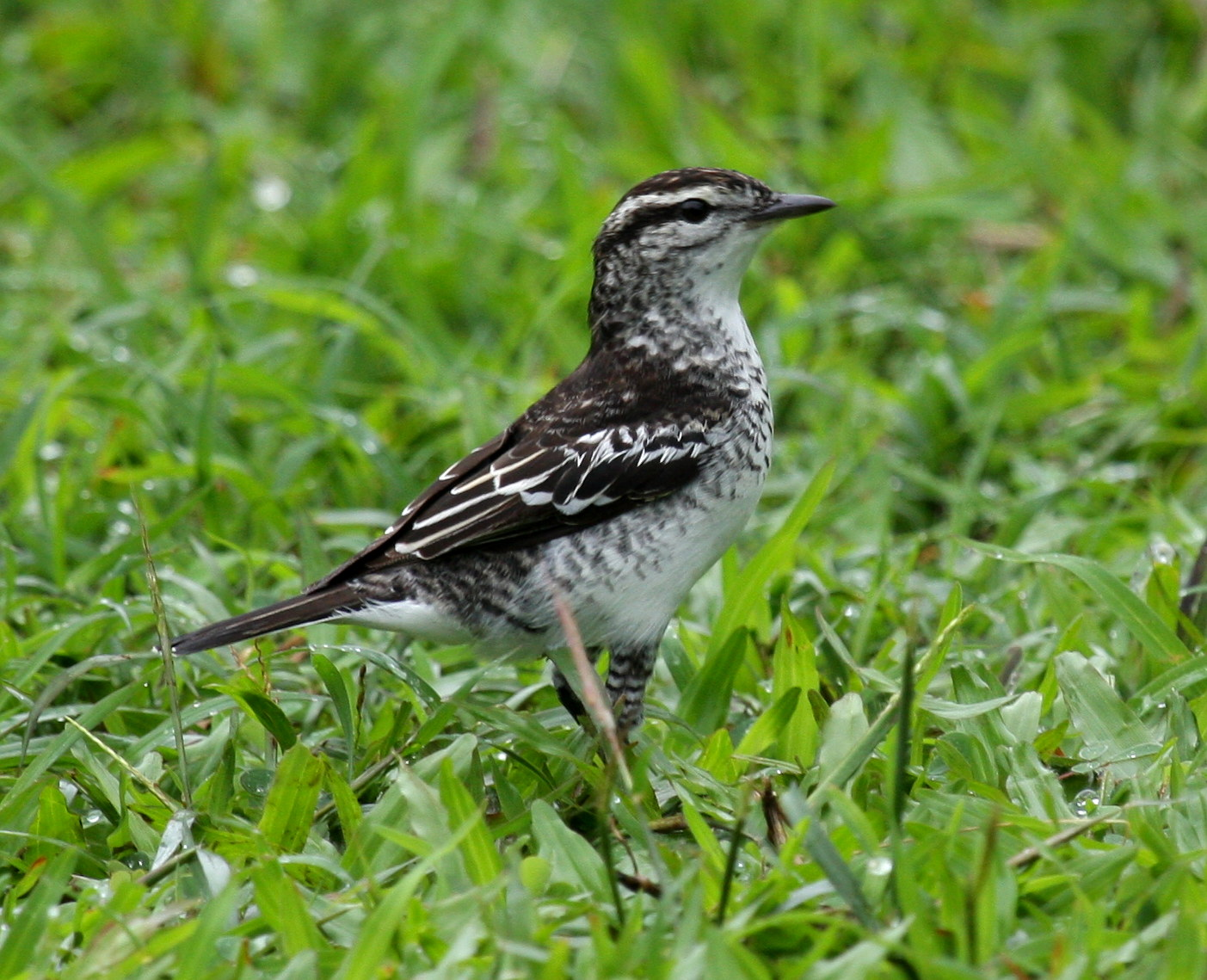
Südsee-Raupenfänger (Lalage maculosa)

    - Papuaraupenfänger (Lalage atrovirens)
    - Rotbauch-Raupenfänger (Lalage aurea)
    - Mussauraupenfänger (Lalage conjuncta)
    - Weißbrauen-Raupenfänger (Lalage leucomela)
    - Graubürzel-Raupenfänger oder Langschwanzlalage (Lalage leucopyga)
      - Norfolk-Langschwanzlalage (Lalage leucopyga leucopyga), ausgestorbene Nominatform des Graubürzel-Raupenfängers, die auf der Norfolkinsel endemisch war.

    - Sulawesiraupenfänger (Lalage leucopygialis)
    - Südsee-Raupenfänger (Lalage maculosa)
    - Nonnenraupenfänger (Lalage melanoleuca)
    - Tanimbarraupenfänger (Lalage moesta)
    - Newtonraupenfänger (Lalage newtoni)
    - Weißstirn-Raupenfänger (Lalage nigra)
    - Braunrücken-Raupenfänger (Lalage sharpei)
    - Weißschulter-Raupenfänger (Lalage sueurii)
    - Weißflügel-Raupenfänger (Lalage tricolor)

  - Raupenfänger (Coracina)
    - Schwarzgesicht-Raupenfänger (Coracina novaehollandiae)
    - Streifenraupenfänger (Coracina lineata)
    - Zweifarben-Raupenfänger (Coracina bicolor)
    - Zwergraupenfänger (Coracina fimbriata)
    - Grund-Raupenfänger (Coracina maxima)
    - Weißbauch-Raupenfänger (Coracina papuensis)
    - Madagaskarraupenfänger (Coracina cinerea)
    - Mauritiusraupenfänger (Coracina typica)

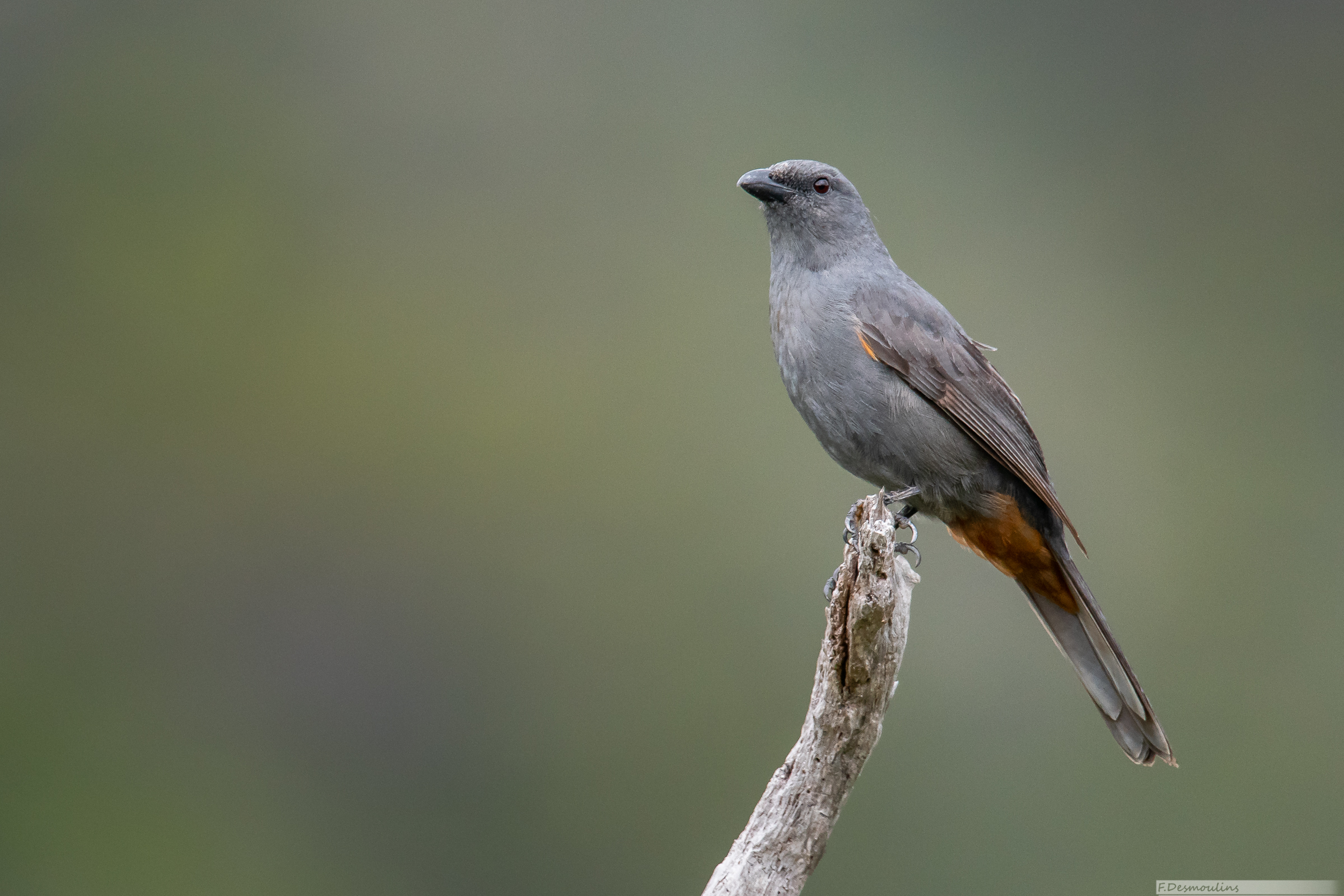
Rotsteiß-Raupenfänger (Edolisoma anale)

  - EdolisomaRotsteiß-Raupenfänger (Edolisoma anale)
    - Rotsteiß-Raupenfänger (Edolisoma anale)
    - Rosselraupenfänger (Edolisoma rostratum)
    - Dünnschnabel-Raupenfänger oder Mönchs-Raupenfänger (Edolisoma tenuirostre)
    - Glanzraupenfänger (Edolisoma coerulescens)

  - Campochaera
    - Goldraupenfresser (Campochaera sloetii)